# Danno (rapper)
Danno, pseudonimo di Simone Eleuteri (Roma, 27 ottobre 1974), è un rapper italiano, membro dei Colle der Fomento dal 1994.

## Biografia
Per un breve periodo il nome della formazione fu "Taverna Ottavo Colle" composta anche da Piotta. Dopo la fuoriuscita di Piotta (che rimase comunque vicino artisticamente ai tre) nascono i Colle der Fomento, fondati nel 1994 con Masito Fresco (ai tempi conosciuto come Beffa) e Ice One. Il gruppo Taverna Ottavo Colle prende la denominazione definitiva attuale di Colle der Fomento. Con questa formazione pubblica 2 album: Odio pieno, distribuito dal 1996 e ristampato nel 1997 con bonus track aggiuntive, e Scienza doppia H, entrambi per Mandibola Records/Irma Records che li consacra come uno dei migliori gruppi rap della penisola.
Dopo la pubblicazione di Scienza doppia H Ice One esce dal gruppo, e così Danno e Masito lo sostituiscono con DJ Baro, già partner dei Colle der Fomento durante i numerosi concerti tenuti in Italia. Comincia così un lungo periodo di tour, concerti e serate in giro per l'Italia e l'Europa, (in particolare Amsterdam e Atene) con la band di supporto gli Assalti Frontali confezionando partecipazioni con artisti internazionali come De La Soul, Wu Tang Clan e Jeru the Damaja.
Nel 2004 Danno vince la prima serata del 2theBeat sconfiggendo Jack the Smoker, Ska e Kiffa. Nell'ultima serata sconfigge di nuovo Kiffa che era stato ripescato e perde la finale contro Moddi Mc; nel 2005 i Colle der Fomento pubblicano l'EP Più forte delle bombe.
Nel 2007 Danno collabora insieme ad altri MC's a Viene e Va di DJ Gruff e nello stesso anno realizza per MoodMagazine un'intervista esclusiva e insolita per la scena del rap italiano che ha visto Danno nei panni di giornalista, facendo domande all'amico e collega Kaos. Sempre nel 2007 il Colle der Fomento pubblica il terzo album in studio Anima e ghiaccio, prodotto con la partecipazione di produttori come Mr Phill, Turi e Squarta e DJ Argento. Nel 2009 esce Artificial Kid - Numero 47, progetto musicale di cyberpunk rap che vede Danno ai testi e alla voce, StabbyoBoy alle produzioni musicali, DJ Craim agli scratch e Champa all'artwork del progetto.
Il 29 settembre 2011 inizia Welcome 2 the Jungle, la trasmissione radio di musica hip hop curata da Danno, DJ Ceffo, Cannasuomo, Stabbyoboy, DJ Craim e tutta la King Kong Posse nella quale verranno selezionati per lo più brani di rapper della scena underground statunitense. Nelle numerose puntate finora trasmesse hanno visto tra gli ospiti Kaos, Ice One, DJ Baro, Clementino, DJ Stile, DJ Fester, e altri artisti appartenenti all'underground italiano.
Il 21 giugno 2013 i Colle der Fomento pubblicano il video del singolo Sergio Leone, canzone apripista del successivo album Adversus. Tale album è stato pubblicato il 16 novembre 2018.

## Discografia

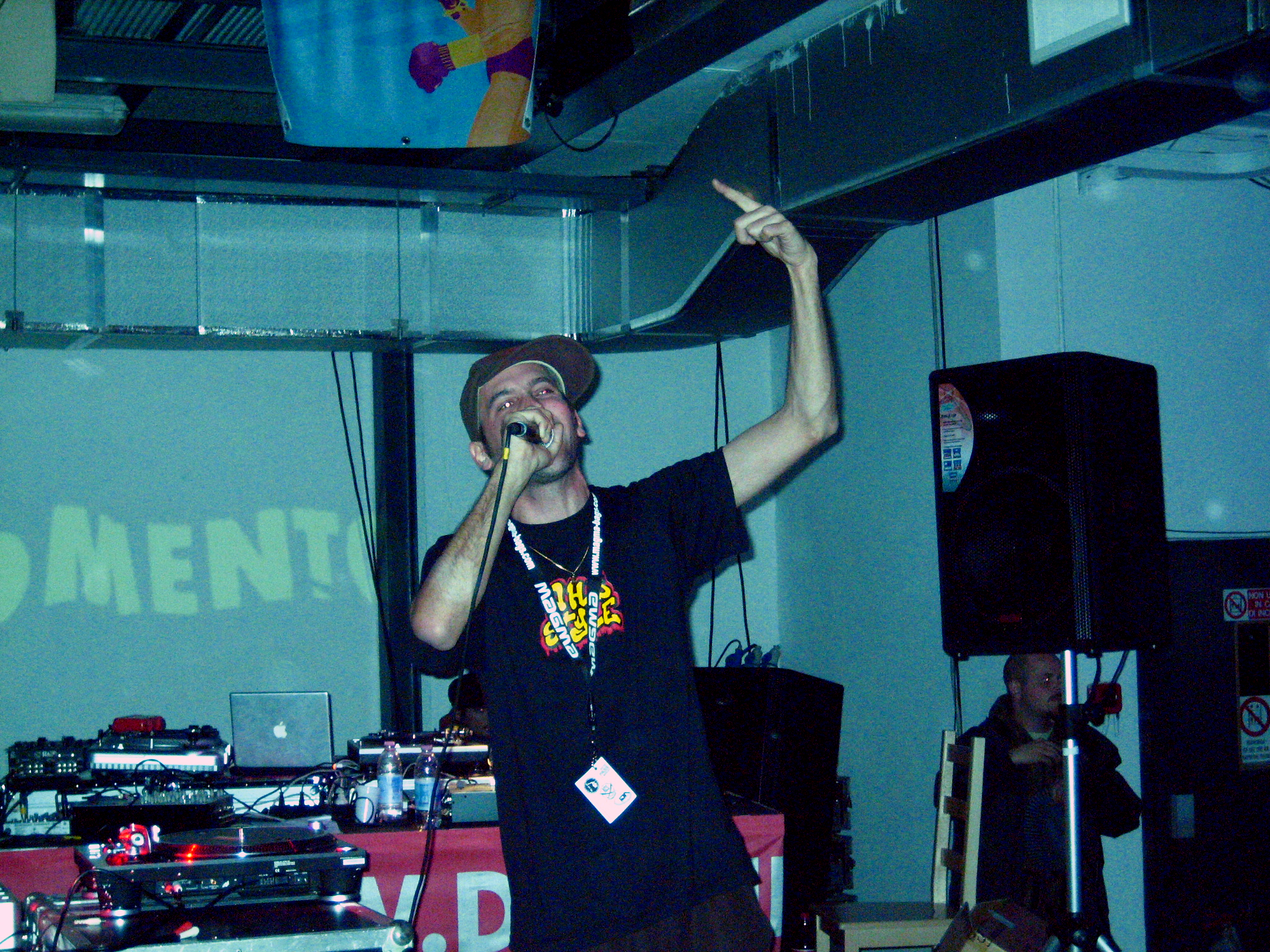
Danno in concerto

### Con i Colle der Fomento
Album in studio
- 1996 – Odio pieno
- 1999 – Scienza doppia H
- 2007 – Anima e ghiaccio
- 2018 – Adversus

Extended play
- 1995 – Quello che ti do
- 1996 – Quello che ti do 12"
- 1996 – Solo Hardcore RMX 12"
- 2005 – Più forte delle bombe EP
- 2008 – Balla coi lupi 12"

### Con gli Artificial Kid
- 2009 – Numero 47

### Altre canzoni
- Hardcore FM
- I 10 punti dell'MC scrauso (feat. DJ Gengis Khan)
- Ti rompe il culo pure mio cugino
- Kill Sil
- Provino tormentone
- Full time
- Un grosso vaffanculo
- Strozzapreti alla romana (prod. DJ Craim & The Janis Spirit Orchestra)

### Partecipazioni
- 1994 – Losco Affare feat. Danno - Io contro te (da B-Boy a tempo pieno)
- 1995 – Ice One feat. Danno - Monotono III (da B-Boy maniaco)
- 1996 – Ice One feat. Danno, Beffa & Julie P - Giorno dopo giorno ('96 Remix)
- 1996 – Piotta feat. Danno - La Forza che Scorre"
- 1998 – La Pina feat. Danno, Beffa e Esa - A testa alta (da Piovono angeli)
- 1999 – DJ Double S feat. Danno & DJ Baro - Metallica armatura solida (da 6 piedi sotto)
- 2000 – Gente Guasta feat. Danno, Masito, Gufo, Amir & Sparo - "I Solidi Sospetti"
- 2000 – Mente feat. Danno, Misho & Stufè - Un giro (da Viaggi da e per...)
- 2000 – Mente feat. Danno, Misho & Stufè - La via d'uscita (da Viaggi da e per...)
- 2000 – Sparo Manero feat. Danno & Masito - Che tocca fare (da Tutta sostanza)
- 2000 – Sparo Manero feat. Danno - Jake La Motta Skit (da Tutta sostanza)
- 2001 – Scimmie del deserto feat. Jake La Motta a.k.a. Danno - Contatti (da Scimmie del deserto)
- 2001 – Scimmie del deserto feat. Jake La Motta a.k.a. Danno - Azioni di disturbo da (Scimmie del deserto)
- 2003 – TruceBoys feat. Danno - Inferno minorile (da Sangue)
- 2004 – Turi feat. Danno - Cartoline dall'inferno (da L'amico degli amici)
- 2004 – DJ Shocca feat. Danno & Masito - Coltelli (da 60 Hz)
- 2005 – Mr. Phil feat. Sid Vinicious a.k.a. Danno - Kill Sil RMX (da Kill Phil)
- 2005 – Primo + Squarta feat. Danno - Solo la mia guerra (da Bomboclat)
- 2006 – Assalti Frontali feat. Danno - Si può fare così (da Mi sa che stanotte...)
- 2006 – Mr. Phil feat. Danno, Lord Bean e DJ Double S - Piombo e fango (da Guerra fra poveri)
- 2006 – Mr. Phil feat. Colle der Fomento - "Guerra agli Umani" (da Guerra fra poveri)
- 2006 – Il Turco feat. Danno - Un giro con il diavolo (da Musica seria)
- 2006 – Paura feat. Danno - Un mondo difficile (da Octoplus)
- 2006 – Supremo73 feat. Danno & Il Turco - Veramente vera (da Qualità premio)
- 2006 – Supremo73 feat. Danno & Il Turco - Veramente vera Remix (da Qualità premio)
- 2007 – Kaos feat. Colle der Fomento - Firewire (da Karma)
- 2007 – Noyz Narcos feat. Danno - Karashò (da Verano zombie)
- 2007 – Metal Carter feat. Danno - Skit Danno (da Cosa avete fatto a Metal Carter?)
- 2007 – Cannas Uomo AKA PornoRocko feat. Danno - Kongpornoking (da Vecchio sporco bastardo)
- 2008 – Danno - Deragliamento personale (da Ministero dell'inferno)
- 2008 – Giuann Shadai feat. Danno - Space Invaders (da Gli speciali)
- 2008 – Gopher feat. Danno - Intro (da Ravana!!)
- 2008 – Duke Montana feat. Danno - The Comeback (da Street Mentality)
- 2008 – DJ Gengis feat. Danno & Masito - "Balla coi Lupi"
- 2009 – Brokenspeakers feat. Danno - Cattive notizie (da L'album)
- 2009 – Gente De Borgata feat. Colle der Fomento - "Vox Populi Pt. 2"
- 2009 – Francesco Paura feat. Danno - Un Mondo Difficile
- 2010 – DJ Myke feat. Danno - Full Time RMX (da Hocus Pocus)
- 2010 – DJ Serio feat. Danno - Diretta dal cuore (da Knowledge Explosion)
- 2011 – Hube feat. Danno - Alto voltaggio (da Cuore matto)
- 2011 – Er Costa feat. Danno & DJ Argento - A me me chiamano (da Nudo e crudo)
- 2011 – Banana Spliff feat. Danno - "Vita, Morte, Miracoli"
- 2012 – Machete Crew feat. Danno & DJ Craim - Ghetto Chic (da Machete Mixtape)
- 2013 – Mr. Phil feat. Deep Masito, Danno, Primo, Il Turco - Poteri forti (da Poteri forti)
- 2013 – Gente de Borgata feat. Masito, Danno, - Tutto sbagliato (da Manifesto)
- 2013 – Barracruda feat. Danno & Masito - Vattene Reloaded"
- 2013 – DJ Ceffo feat. Danno - Millennium Falcon (da Brutti ceffi Mixtape)
- 2014 – Kento & The Voodoo Brothers - Ghost Dog (da Radici)
- 2014 – Mr. Phil feat. Danno, Il Turco, Marciano, Primo - Niente per nessuno (da Niente x nessuno)
- 2014 – Mr. Phil feat. Danno e Don Diego - W l'Italia (da Niente x nessuno)
- 2014 – Lucci Brokenspeakers feat. Danno - Silenzio (da Brutto e Stonato)
- 2014 – Lucci Brokenspeakers feat. Danno, Egreen, Coez, Francesco Paura - Cingolati (da Brutto e stonato)
- 2014 – The Night Skinny feat. Danno, Masito, Lord Bean - Io Non Sono Qui (da Zero Kills!)
- 2015 – Francesco Paura feat. Danno & DJ Craim - Un mondo difficile Pt. 2 (da Darkswing)
- 2015 – Don Diegoh & Ice One feat. Danno - Re nessuno (da Latte & sangue)
- 2015 – Don Diegoh & Ice One feat. Danno, Francesco Paura & DJ Argento - Tutto qua (da Latte & sangue)
- 2015 – Don Diegoh & Ice One feat. Danno - W l'Italia RMX (da Latte & sangue)
- 2015 – Kaos feat. Danno - Canale 0, pt. 2  (da Coup de Grâce)
- 2015 – Kaos feat. Colle der Fomento - Drakaris (da Coup de Grâce)
- 2015 – Suarez feat. Danno - Il tempo che è passato (da Antieroe 2: 1,21 Gigawatt)
- 2015 – DSA Commando feat. Danno - Terrorizers (da Sputo)
- 2016 – Il Turco feat. Danno - Sporco (da Rap'autore)
- 2016 – Cor Veleno feat. Danno - A pieno titolo
- 2016 – DJ FastCut feat. Danno, Rancore, Rockness Monstah & Mic Handz - Poeti estinti (da Dead Poets)
- 2016 – La Batteria feat. Colle der Fomento - "Persona Non Grata" (Little Tony Negri Remix)
- 2017 – DJ Argento feat. Bugs Kubrick, Danno, Francesco Paura, Kaos - Canale 0 pt. 1 (da Argento)
- 2017 – Danno feat. M-1 - "BK Confidential"
- 2017 – Esa feat. Danno - "Slow Life"
- 2017 – Mr. Phil feat. Danno, Egreen - Le tre tempeste (da Kill Phil 2)
- 2017 – Mr. Phil feat. Danno, Masito - Tabula rasa (da Kill Phil 2)
- 2017 – Kid Kontrasto feat. Danno - Va tutto bene (da Per sempre)
- 2017 – William Pascal feat. Danno & SWED - Revolver (da William Pascal)
- 2018 – Lucci feat. Danno - Bickle (da Shibumi)
- 2018 – Raffaele Casarano feat. Danno - Oltremare
- 2018 – DJ Rogo feat. Danno & Esa - The Real
- 2019 – Ensi feat. Lazza, Danno, Jack the Smoker, Clementino - Rapper Posse Track (da Clash Again)
- 2019 – Er Drago feat. Danno, Ice One - Basalto (da Basalto)
- 2019 – Brokenspeakers feat. Colle der Fomento - "Alti & Bassi" (da Suburra 2 Theme)
- 2020 – The Old Skull feat. Danno - Vecchio teschio (da Fantasmi, ruggine e rumore)
- 2020 – The Old Skull feat. Danno, Suarez, Chef Ragoo & DJ Craim - Strozzapreti alla romana RMX (da Fantasmi, ruggine e rumore)
- 2020 – The Old Skull feat. Nobridge, Danno, Chef Ragoo - Peggio (da Fantasmi, ruggine e rumore)
- 2020 – Mr. Phil feat. Danno – Lamette"
- 2020 – SWED feat. Danno – Gang Lords"
- 2020 – Metal Carter feat. Danno & Esa – Landmarks (da Freshkill)
- 2021 – The Rebel feat. Danno - "Rebel Music"
- 2021 – DJ Gengis feat. Danno, Ensi & Nerone - "Non Lo So"
- 2021 – DJ Fede feat. Danno, Clavergold & DJ Tsura - "Still From The '90s"
- 2021 – Chef Ragoo feat. Danno & I Cani - "Le Botte e le Strade"
- 2022 – Suarez feat. Danno – Mjolnir (da Antieroe 3: The Punisher)
- 2022 – Deda feat. Danno, Sean Martin, Inoki e Mistaman – "Rock The House"(da House Party)
- 2022 – Kaos feat. Colle der Fomento – "L'Uomo dei Sogni" (da "Chiodi")
- 2023 – DJ Shocca feat. Danno & Egreen – "Full Effect"
- 2023 – Romanderground feat. Danno – "La Forma dell'Acqua"
- 2023 – Franco126 feat. Danno – "Tinta Unita"
- 2023 – Eva Pevarello feat. Danno – "U Carea"
- 2024 – Cor Veleno feat. Colle der Fomento – "Fuoco Sacro"
- 2024 – Il Turco feat. Colle der Fomento – "Mentalità"
- 2024 – DJ Skizo feat. Colle der Fomento – "Disertore"
- 2024 – Zinghero & Ice One feat. Danno – "Il Ritorno dell'Hardcore"
- 2024 – 3D feat. Danno & Nayt – "La Guerra dei Mondi"
- 2024 – Stabber feat. Danno & DJ Craim  – "Il Profumo delle Rose"
- 2024 – Clavergold feat. Danno & Kaos – "Nak Su Kao Parte 2"
- 2024 – DJ Myke feat. Danno – "Il Supermercato delle Dittature"
- 2024 – Motta feat. Danno – "Minotauro" (da "The Cage - Nella Gabbia" Soundtrack)
- 2024 – Sergio Andrei feat. Danno – "Alice"
- 2024 – The Old Skull feat. Danno & Il Turco – "Sporco Reloaded"
- 2024 – The Old Skull feat. Danno – "Ipercubo Reloaded"
- 2024 – The Old Skull feat. Danno – "Lamette Reloaded"
- 2025 – Murubutu feat. Danno – "451"
- 2025 – DJ Caster feat. Danno – "Anonymous"
- 2025 – TrapGod feat. TedBee & Danno – "Bandolero"
- 2025 – Danno & Lucariello – "War Bars/Settima Parte" (prod. Funkyman)
- 2025 – DJ Shocca feat. Danno & Inoki – "Giorni di Piombo"